# Republica Găgăuzia
Republica Găgăuzia (în găgăuză Gagauz Respublikası) a fost o regiune separatistă autoproclamată din cadrul fostei RSS Moldovenești (1990–91) și a Republicii Moldova (1991–94). S-a reintegrat pașnic în decembrie 1994 – iulie 1995 în Republica Moldova. Acum este succedată de Unitatea Teritorială Administrativă Găgăuzia.

## Istorie
La data de 12 noiembrie 1989, a avut loc primul Congres al poporului găgăuz care a proclamat RSSA Găgăuză, ca parte componentă a RSS Moldovenești. Un an mai târziu la 19 august 1990, are loc primul Congres al deputaților poporului din partea de sud a Moldovei, care a proclamat republica separatistă în sudul țării, cu centrul în Comrat („Republica Găgăuză”, Gagauz-Yeri în limba găgăuză), însă doar în componența URSS-ului. 
La data de 28 octombrie 1990, Stepan Topal a devenit deputat în Sovietul Suprem al Republicii Găgăuze, ulterior fiind ales la 31 octombrie în funcția de președinte al Sovietului Suprem al autoproclamatei RSS Găgăuze. Ca vicepreședinte a fost ales Piotr Buzadji.
La congres au fost reprezentați ai următoarelor soviete sătești și orășenești:
Raionul Basarabeasca:
- Avdarma
- Chiriet-Lunga
- Cioc-Maidan

Raionul Vulcănești:
- Vulcănești
- Etulia
- Etulia Nouă
- Etulia
- Cișmichioi

Raionul Comrat:
- Comrat
- Bugeac
- Beșalma
- Congazcic
- Dezghingea
- Chirsoca
- Congaz
- Taraclia

Raionul Ceadâr Lunga
- Ceadâr Lunga
- Baurci
- Beșghioz
- Gaidar
- Cazaclia